# Sigrun Dobner
Sigrun Dobner (ur. 28 października 1983) – niemiecka zapaśniczka walcząca w stylu wolnym. Zajęła dziewiąte miejsce na mistrzostwach świata w 2005. Piąta na 
mistrzostwach Europy w 2005. Siódma w Pucharze Świata w 2003. Wicemistrzyni świata juniorów w 2003 i trzecia na ME w 2002.
Sześciokrotna mistrzyni Niemiec w latach: 2001 i 2003 - 2006 i 2009; druga w 2007, a trzecia w 2002 roku.